# شورش صاحب‌الزنج
شورش صاحب الزنج، شورشی بود تحت فرماندهی علی ابن محمد ملقب به صاحب زنج در بصره به سال ۲۵۵ ه‍.ق در زمان خلافت معتمد عباسی که دستگاه خلافت را مدتی به خود مشغول کرد.

## هویت صاحب الزنج
در اصل و منشأ نژاد صاحب الزنج وحدت نظر وجود ندارد. بعضی او را از اعراب عبدالقیس و عده‌ای دیگر او را ایرانی می‌دانند. در منابعی همچون طبری و ابن اثیر با القابی مانند خبیث و پلید یاد می‌شود. بعضی وی را شیعه یا علوی می‌نامند. و در بعضی از منابع آمده که او با اینکه ادعای نسبیت از علی و فاطمه را داشت، ولی تفکر شیعی نداشته و به خوارج گرایش داشت.

## شورش صاحب الزنج
وی در تلاش بود تا با یعقوب لیث صفاری و قرمطیان علیه عباسیان رابطه بر قرار کند که موفق نشد. قیام او از سال ۲۵۵ ه‍.ق در بصره به مدت ۱۵ سال دستگاه حکومتی را در گیر خود کرد. او زنگی‌هایی که در کارگاه‌های استخراج نمک در نزدیک بصره کار می‌کردند و بعنوان زنج (زنگی) خوانده می‌شدند را متحد ساخت و به آنها وعده داده بود که آنها را آزاد خواهد ساخت. این شورش به قدری توسعه یافت که بصره تا حوالی بغداد چندین بار دچار ناامنی گشت و رفت و آمد در سراسر بین النهرین جنوبی مختل شد. پیش از این تاریخ نیز بردگان سیاه در سال ۷۵ ه‍.ق در مدینه قیام کردند ولی توسط حجاج ابن یوسف ثقفی سرکوب شدند و همچنین در سال ۱۴۰ ه‍.ق در مدینه قیام کردند و حتی والی مدینه را از شهر بیرون کردند اما سرانجام سرکوب و پراکنده شدند

## سرانجام صاحب الزنج
طی این سال‌ها خلیفه به علت شورش‌های یعقوب لیث و امور شرق و شمال شرق ایران قادر به خنثی کردن قیام صاحب الزنج نبود ولی بعد از فراغت از کار یعقوب لیث بر این شد تا کار زنگیان را تمام کند در سال ۲۷۰ ه‍.ق در زمان خلیفه معتمد، برادرش ابو احمد موفق طلحه، فرمانده جنگ با زنگیان شد و شخصاً رهبری عملیات را نظامی را برعهده گرفت. او سپاهیان صاحب الزنج را محاصره اقتصادی کرد و غلات و ارزاق آنان را به آتش کشید در نتیجه با گرسنگی سختی مواجه شدند پس قوایشان تحلیل رفت و بسیاری از آنان تسلیم شدند و صاحب الزنج را تنها گذاشتند. صاحب الزنج ناچار شد با تعداد اندکی از شهر فرار کند اما موفق در صفر ۲۷۰ ه‍.ق او را دستگیر کرد و سرانجام گردنش را زد و نزد خلیفه فرستاد در نتیجه این شورش طولانی به مدت ۱۴ سال و شش ماه در ۲ صفر سال ۲۷۰ ه‍.ق از هم پاشید. این پیروزی آنقدر برای حکومت عباسی ارزشمند بود که موفق برادر خلیفه به ناصرالدین الله معروف شد. زنگیان پس از شکست بیرحمانه سرکوب و کشته شدند یا دوباره به صورت برده خانگی درآمدند. هرچند این شورش به نتیجه نرسید اما دیگر مانند قبل از بردگان و زنگیان بهره‌کشی نشد و بهره‌برداری از آنان به جای جنبه عمومی به خصوصی و خانوادگی تبدیل شد.